# Chaudardes
Chaudardes település Franciaországban, Aisne megyében. Lakosainak száma 91 fő (2022. január 1.). Chaudardes Beaurieux, Concevreux, Cuiry-lès-Chaudardes és Pontavert községekkel határos.

## Népesség
A település népességének változása:
| Lakosok száma | 62   | 46   | 68   | 84   | 88   | 87   | 87   | 88   | 90   | 91   |
|               | 1968 | 1982 | 1990 | 2006 | 2011 | 2016 | 2017 | 2019 | 2020 | 2022 |